# Coco Crisp
Pour les articles homonymes, voir Crisp.
Coco Crisp, né Covelli Loyce Crisp le 1er novembre 1979 à Los Angeles, Californie, États-Unis, est un voltigeur de la Ligue majeure de baseball. 
Il est champion de la Série mondiale 2007 comme membre des Red Sox de Boston.

## Carrière

### Indians de Cleveland
Coco Crisp est repêché en septième ronde par les Cardinals de Saint-Louis. Alors qu'il joue en ligues mineures, Crisp est transféré aux Indians de Cleveland le 7 août 2002 comme compensation pour l'acquisition, peu avant, du lanceur Chuck Finley par les Cardinals.
Crisp débute en MLB avec Cleveland le 15 août 2002. Après deux années où il voyage entre les Indians et leur club-école des ligues mineures, Crisp se taille une place au sein du trio de voltigeurs du grand club au début de la saison 2004. Pendant deux ans, il patrouille surtout le champ gauche pour les Indians et connaît du succès en offensive. Sa moyenne au bâton est de ,297 en 2004 avec 15 coups de circuit et un record personnel de 71 points produits. En 2005, il affiche ses plus hauts totaux de coups sûrs (178) et de coups de circuit (16) en une saison, en plus de produire 69 points et de hausser sa moyenne à ,300. Il mène aussi la Ligue américaine avec 13 amortis réussis durant l'année. Rapide coureur, il atteint les 20 buts volés pour la première fois en 2004 et en ajoute 15 la saison suivante.

### Red Sox de Boston
Le 27 janvier 2006, les Indians de Cleveland échangent Coco Crisp, le receveur Josh Bard, le lanceur de relève David Riske et le lanceur des ligues mineures Randy Newsom aux Red Sox de Boston en retour du receveur Kelly Shoppach, du joueur de troisième but Andy Marté et du releveur Guillermo Mota.
Crisp passe au champ centre chez les Red Sox et dispute trois saisons avec l'équipe. Dès son arrivée, les Red Sox veulent en faire le remplaçant de Johnny Damon, parti comme agent libre chez les Yankees de New York, et donnent à Crisp une prolongation de contrat de trois saisons pour 15,5 millions de dollars.
Mais la première saison de Coco Crisp à Boston en 2006 est réduite de 42 parties, qu'il passe sur la liste des joueurs blessés après s'être cassé un doigt en tentant de voler le troisième but à sa cinquième partie seulement avec l'équipe.
Sa contribution offensive est légèrement à la baisse lors de son passage chez les Red Sox mais il aligne trois saisons de suite d'au moins 20 buts volés, dont un record personnel de 28 durant la saison 2007. Durant cette dernière saison, il joue 145 parties, son plus grand nombre avec Boston, et produit 60 points. C'est véritablement la seule à Boston où il évite des séjours prolongés sur la liste des blessés. Dans un incident pour le moins inusité au Safeco Field de Seattle en août, Crisp est renversé par une voiturette conduite sur le terrain par Mariner Moose, la mascotte (un orignal) des Mariners de Seattle. La direction des Mariners présente des excuses pour l'incident.
En séries éliminatoires de l'automne 2007, il affronte son ancien club, les Indians, en Série de championnat de la Ligue américaine et Boston l'emporte dans le maximum de sept parties. Crisp ne frappe que trois coups sûrs en 21 présences au bâton dans cette série, pour une moyenne de seulement ,143. Il réussit un attrapé au champ extérieur pour enregistrer le dernier retrait de la septième partie Boston-Cleveland, confirmant le passage des Red Sox en Série mondiale mais se blessant à la jambe droite par la même occasion. Il fait partie de l'équipe championne des Red Sox qui remporte la Série mondiale 2007 mais est utilisé par Boston comme joueur réserviste. Il obtient un coup sûr en deux présences au bâton en finale face aux Rockies du Colorado.

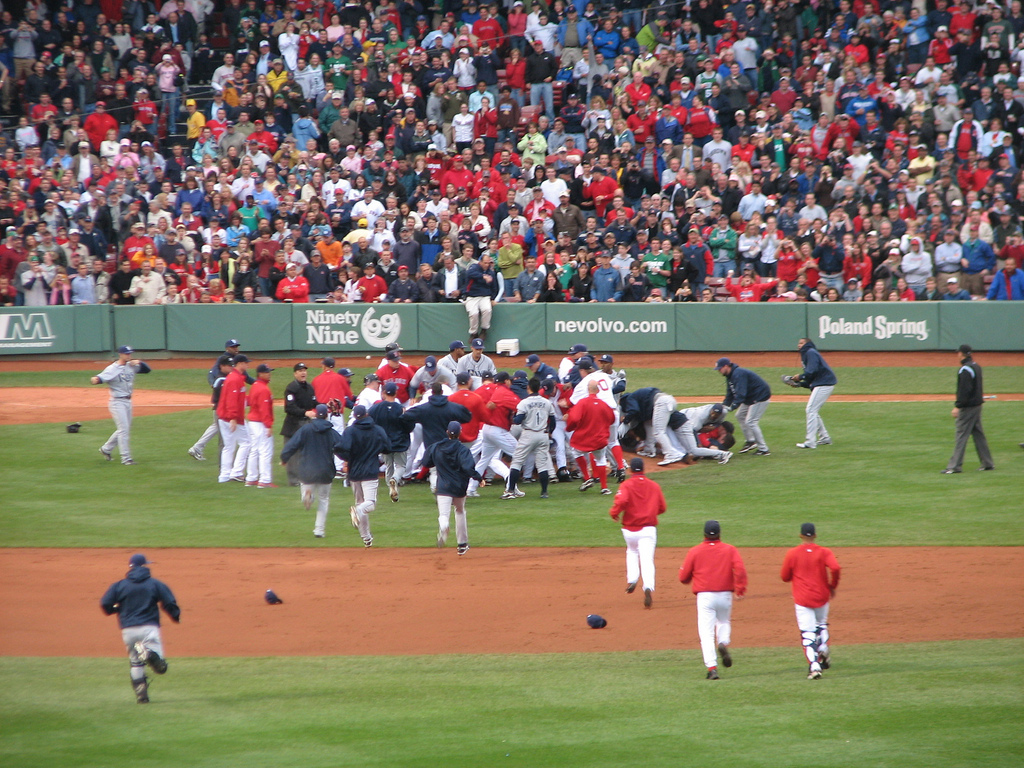
La bagarre générale entre Boston et Tampa Bay en juin 2008 à Fenway Park.

Le 5 juin 2008, une bagarre générale éclate durant un match mouvementé entre les Red Sox et les Rays de Tampa Bay à Fenway Park. Après avoir été atteint par un tir du lanceur des Rays James Shields, Crisp se rue sur Shields et les deux hommes échangent des coups de poing. Plusieurs joueurs, dont Crisp, sont expulsés, et le voltigeur des Sox est suspendu par la ligue pour cinq parties. La cliché d'un photographe d'Associated Press où Crisp, dreadlocks au vent, encaisse une droite de James Shields en plein visage, devient rapidement un classique et un emblème de la rivalité naissante entre les Sox et les Rays, deux clubs de la même division,.
Crisp complète la 2008 avec sa moyenne au bâton (,283) la plus élevée en trois années à Boston. Il réussit neuf coups sûrs en 20 présences durant la Série de championnat 2008 pour une moyenne de ,450 mais les Red Sox sont éliminés par leurs rivaux, les Rays de Tampa Bay, qui passent en Série mondiale.
Malgré trois saisons respectables avec une équipe faisant partie de l'élite de la Ligue américaine, Crisp ne répète pas à Boston les succès enregistrés à Cleveland. Il rate de nombreuses semaines de jeu en raison de diverses blessures. Les Red Sox l'échangent aux Royals de Kansas City le 19 novembre 2008 en retour du releveur Ramon Ramirez.

### Royals de Kansas City
Coco Crisp ne dispute que 49 parties pour Kansas City en 2009. Il affiche sa moyenne au bâton (,228) la plus faible en carrière.
Une opération à l'épaule droite met fin à sa saison en juin. Il devient joueur autonome à l'automne.

### Athletics d'Oakland
Il rejoint les Athletics d'Oakland en décembre 2009 après avoir accepté un contrat d'un an et une année d'option.
À sa première saison à Oakland en 2010, Crisp bat son record personnel de 28 buts volés établi à Boston trois ans plus tôt. Il réussit 32 vols de but en à peine 35 tentatives, le tout en 75 matchs joués. Sa moyenne au bâton s'élève aussi à ,279 avec huit coups de circuit et 38 points produits.
Peu avant le début de la saison 2011, il est arrêté pour conduite en état d'ébriété en Arizona.

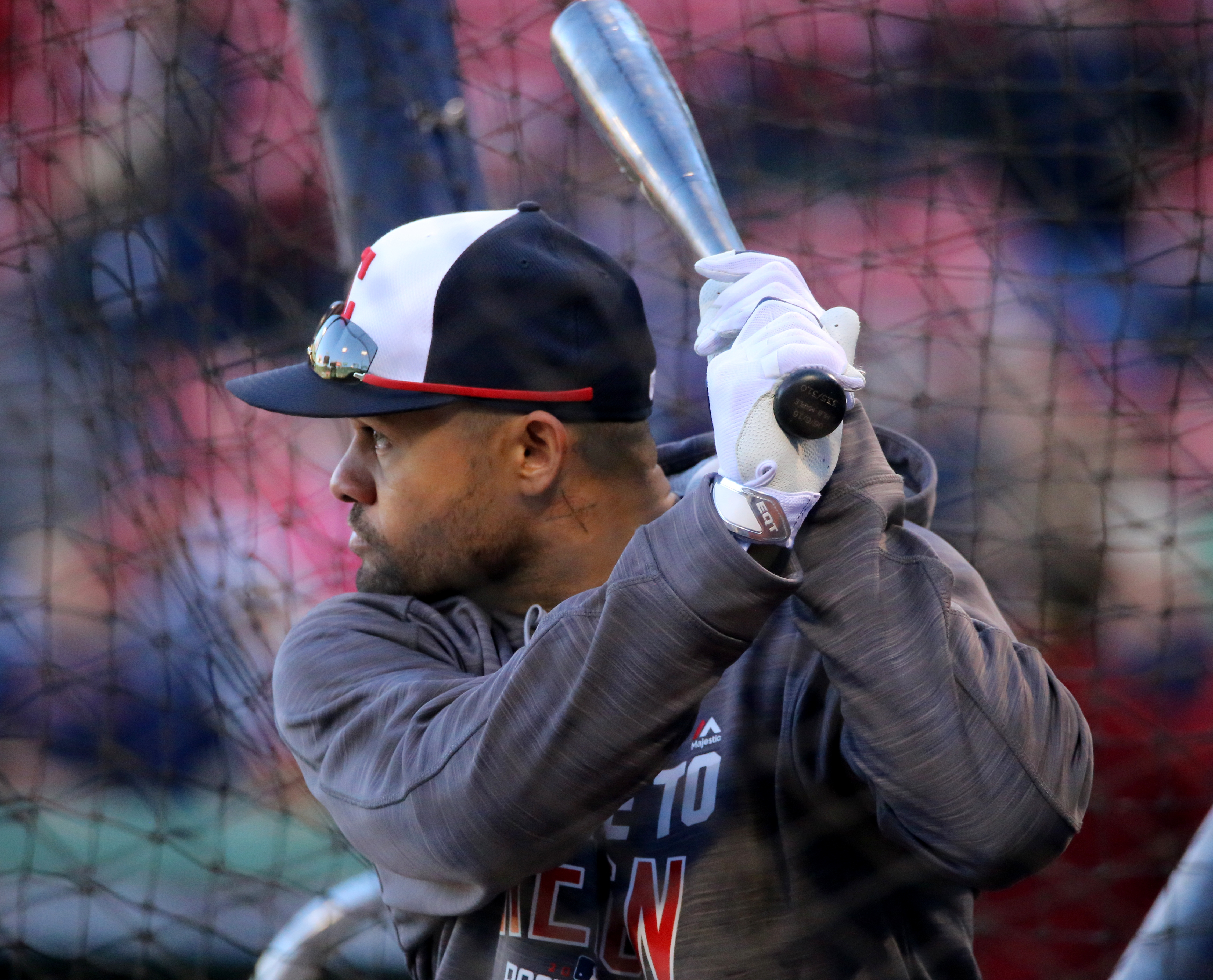
Coco Crisp en 2016 avec Cleveland.

Les A's gardent Crisp au sein de leur formation pour 2011. Il remporte le championnat des vols de buts dans la Ligue américaine avec 49, ex aequo avec Brett Gardner des Yankees de New York. Il produit 54 points, son plus haut total depuis son passage à Boston en 2007.
Il signe le 5 janvier 2012 un nouveau contrat de deux saisons pour 14 millions de dollars.

### Retour à Cleveland en 2016
Le 31 août 2016, Crisp est échangé d'Oakland à Cleveland contre le lanceur gaucher Colt Hynes.